# Qwentin
Qwentin е рок група, създадена в град Кърташу, Португалия през 2003 година.
Членовете ѝ са Дрепополус Куентинсон (бас китара), Господар Куентинсон (китара, вокал), Морлох Куентинсон (пиано), Куеон Куентинсон (китара, вокал) и Барани Куентинсон (барабани). Освен музиката, и визуалните компоненти играят важна роля във всичко от света на Куентин. На сцената те се появяват с черни вратовръзки и дълги поли, като винаги преобладават мрачни теми и мотиви.
Името на групата отдава почит на американския филмов режисьор Куентин Тарантино.

## История
Родена от пепелта на различни музикални проекти, от рок, пънк, метъл и хардрок до психаделия и други жанрове на музикалния свят, групата Куентин се появява през 2003 година със собствена версия на „различното“, разположена някъде между фантастика и фентъзи.
Тяхната музика е дълбоко свързана със световната атмосфера и кинематографично влияние, базирано на разнообразието на езиците и на създаването на истории, които се филмират.
Куентин приемат себе си за европейска група, както самите те казват в интервю за вестник „О Миранте“, Куентин е образувана в Кърташу и за първи път се изявяват на фестивала Тежу – летен фестивал за португалски групи от всички стъпала на успеха. Така през юли 2003 година Дрепополус Куентинсон (бас китара), Господар Куентинсон (китара, вокали), Морлох Куентинсон (пиано), Куеон Куентинсон (китара, вокали) and Виджейласон Куентонсон (барабани) свирят на живо на сцената на фестивала Тежу в Азамбужа.
През април 2004 те печелят AZB002-битка на групите (организирана от Община Азамбужа), която ги качва на сцената на Младите Таланти на фестивала Тежу през 2004 година, който се провежда във Валада – там те са на сцената с групи като Зен, Фонзи, Рамп, Мао Морта. „Великолепие“, „удивление“ и „мистерия“ са някои от думите, избрани от португалските вестници за да опишат музиката на Qwentin.
В началото на 2005 година първите им песни под общото заглавие Il Commence Ici са записани в Toolateman Studios с продуцент Доминик Борд и Ери (Blasted Mechanism). Премиерата се състояла в бар, известен по онова време като „Туро Луко“ в Керташу пред хиляда души.
Скоро след това Vjlasson напуска групата и Qartafla Qwentinsson заема неговото място на барабаните. След това следва период на концерти – в Алмейрим, Азамбужа, Ентронкаменто (със Blind Zero), Еспозенде, Лисабон (Santiago Alquimista), Назаре (с Blister), Сантарем и Визеу. По време на това турне Куентин се завръща в студиото, отново със същите продуценти, за да запише Uomo-Tutto EP. Uomo-Tutto включва нова версия на „Il Commence Ici“, „Jornalisma“ и „NFO Kronikoj“, както и две нови песни: Uomo-Tutto“ и „Chewbacca’s Blues“.
Лятото идва и заедно с това покана от организатора Кодиго 365 за участие на Блиц сцената на последното издание на фестивала Тежу. Имена като Moonspell, Kreator, Blasted Mechanism, Transglobal Underground и Asian Dub Foundation участват в изданието от онази година. Междувременно Куентин записва първият си видеоклип за да популяризира песента „Il Commence Ici“. Режисьор е Рикардо Перейра. С идването на октомври групата получава покана от Община Карташу и радио Антена 3 за интервю на живо в сутрешното шоу на радиото.
Първите месеци на 2006 са отдадени на създаването на Homem Tudo – шоу, което включва видео, театрални представления и музика. Премиерата му е на 15 април в Centro Cultural do Cartaxo (CCC), с подкрепата на актьора Тиаго Граца и режисьорът Рикардо Перейра.
По време на репетициите Qartafla напуска групата и Bárány Qwentinsson заема неговото място, превръщайки „Homem Tudo“ в неговото дебютно шоу. Заради големия успех на шоуто Куентин е поканена да се завърне в Centro Cultural do Cartaxo през септември, за представяне от по-малко театрално естество, но въпреки това добре подготвено визуално шоу, което представлява завръщането им на сцената. Същото шоу е представено в Порталегре, по време на „Игри 2006“ – събитие, което събира имена от гейм и мултимедийната индустрия в Португалия
През октомври 2006 година групата решава за спре изпълненията на живо и да продължи в студиото за да запише първият си албум, „Première!“ (работно заглавие), предвиден за пускане през първото тримесечие на 2007 година. Записите са продуцирани от Daniel Cardoso (Head Control System, Del), в the Ultra Sound Studios, Брага. Албумът съдържа дванадесет песни, преведени на кастилски, английски, португалски, френски, италиански, холандски и есперанто.

## Дискография
- „Il Commence Ici“ EP (2004)
- „Uomo-Tutto“ EP (2005)
- „Première!“ (работно заглавие на готвен албум)